# Elisabetta Sanna
(Elisabetta Sanna, messaggio apostolico della beata)
Elisabetta Sanna, coniugata Porcu (Codrongianos, 23 aprile 1788 – Roma, 17 febbraio 1857), è stata una religiosa italiana, terziaria dell'Ordine dei Minimi di S. Francesco da Paola, proclamata beata da papa Francesco il 17 settembre 2016.

## Biografia
Elisabetta Sanna nacque a Codrongianos in Sardegna, seconda di nove figli, in una famiglia di agiati contadini di profonda fede cattolica. All'età di tre mesi fu colpita dal vaiolo che le causerà la perdita del controllo delle braccia, avendo solo il movimento dei polsi e delle mani, e di numerose funzioni essenziali; non poteva portare il cibo alla bocca, né cambiarsi i vestiti o lavarsi il viso, tuttavia poteva impastare il pane e cucire. 
Nonostante l'evidente svantaggio fisico, fu chiesta presto in sposa da Antonio Porcu; i due si sposarono nel 1807 ed ebbero un felice matrimonio dal quale nacquero sette figli, di cui ne sopravvissero cinque. Nel momento in cui rimase vedova nel 1825, a 37 anni, Elisabetta fece voto di castità.
Nel 1831, dopo averlo a lungo desiderato, decise di partire per la Terrasanta, ma dopo una violenta burrasca la nave approdò a Genova. Senza visto per poter giungere alla meta voluta, raggiunse Roma dove trovò alloggio in una locanda. Qui conobbe san Vincenzo Pallotti, che divenne suo padre spirituale. Fu lo stesso sacerdote a scrivere ai familiari di Elisabetta, che è quasi analfabeta e capace di esprimersi solo in lingua sarda, per comunicare loro l'impossibilità di un veloce ritorno nell'isola, viste anche le condizioni di salute della vedova, ormai aggravate da un problema al cuore.
Mamma Sanna, come oramai viene chiamata dai romani, prese alloggio in una soffitta nei pressi della Basilica di San Pietro. La sua dimora iniziò a essere visitata da tanti che erano attirati dalla sua fama di santità e di lettura dei cuori. Tutte le offerte e i soldi che ricevette li donò all'Apostolato Cattolico fondato dal padre Pallotti.
Consumata dalle sue malattie, acuite anche dalla sopraggiunta artrite, morì a Roma il 17 febbraio 1857. Venne sepolta all'interno della chiesa di San Salvatore in Onda a Roma.

## Culto
Subito dopo la morte, fu nominato il postulatore della sua causa di beatificazione, che dura però oltre un secolo e mezzo. È stata infatti dichiarata venerabile solo il 27 gennaio 2014.
In generale, ai fini della beatificazione, la Chiesa cattolica ritiene necessario un miracolo: nel caso di Elisabetta Sanna, è la guarigione, avvenuta nel 2008, di una ragazza brasiliana da un tumore che le paralizzava un braccio, miracolo approvato da papa Francesco il 21 gennaio 2016. 
È stata beatificata il 17 settembre 2016, dal cardinale Angelo Amato presso la basilica della Santissima Trinità di Saccargia a Codrongianos.

## La casa
La casa dove ha vissuto si trova nel centro storico di Codrongianos dove infatti gli è stata dedicata la via. Nella casa si possono vedere i suoi vestiti, i suoi dipinti e il suo busto. Sotto c'è una botola dove è stata creata una specie di altare. 
La casa natale si trova sempre nel centro storico del paese in via Sanna Obino. Non è mai stata aperta al pubblico.